# Kůže ptáků
Kůže ptáků (kůže, lat. cutis) společně se sliznicemi trávicího, dýchacího, močového a pohlavního traktu představují nejen primární mechanické bariéry, kterými se ptáci chrání proti vstupu patogenů do organismu, ale také se podílejí na imunitních reakcích. Kůže ptáků je velmi tenká a takřka neobsahuje kožní žlázy. Skládá se z pokožky (epidermis), škáry (dermis) a podkoží (subcutis). Od kůže jsou také odvozeny kožní deriváty (appendices carnosae) – např. hřebínek, lalůčky, ušnice aj. Pokožka je tvořena jen několika vrstvami buněk, její nejsvrchnější vrstva se odlupuje ve formě šupinek. Epidermis ptáků vytváří četné rohovité struktury – zobák (ramphotheca), peří, štítky a šupiny na běhácích a prstech (podotheca), drápy, ostruhy aj. Škára ptačí kůže se skládá ze dvou vazivových vrstev. Mezi nimi je vyvinuta více nebo méně zřetelná cévnatá vrstva (stratum vasculosum), která u samic ptáků v období sezení na vejcích značně zesílí (hnízdní skvrny) a tvoří podstatnou část tloušťky celé kůže. Jinak je škára bohatě prokrvená jen v lysých místech, např. na hřebínku, lalůčcích a výrůstcích na hlavě a krku. Podkoží je sice tenké, ale obsahuje tukovou tkáň, která zejména u vodních a divoce žijících ptáků umožňuje na podzim hojné ukládání tuku v kůži.
Někteří ptáci mají v kůži drobné mazové žlázy, např. ve stěně zevního zvukovodu (např. kurové); původní kožní žlázou všech ptáků je kostrční žláza (glandula uropygii). Je to párová žláza uložená nad posledním ocasním obratlem. Její olejovitý sekret se dostává jedním nebo více otvory ven, někteří ptáci ho vytlačují zobákem a roztírají po peří, aby se zabránilo smáčení peří. Kostrční žláza bývá nejvyvinutější u vodních ptáků, její sekret může ale sloužit i k odvrácení predátora (kachna pižmová), jindy je redukována nebo může zcela zmizet a její sekret je nahrazen drobivým prachem (amazoňani, holubi aj.).